# Rosario (Chihuahua)
Rosario é um município do estado de Chihuahua, no México.